# 大唇樸麗魚
大唇樸麗魚，為輻鰭魚綱鱸形目隆頭魚亞目慈鯛科的其中一種，分布於非洲維多利亞湖流域，棲息深度可達17公尺，體長可達14.8公分，棲息在泥底質水域，屬肉食性，以小魚、昆蟲幼蟲等為食，生活習性不明。

## 擴展閱讀
維基物種上的相關：大唇樸麗魚